# Phaonia pullata
Phaonia pullata este o specie de muște din genul Phaonia, familia Muscidae. A fost descrisă pentru prima dată de Leander Czerny în anul 1900. Conform Catalogue of Life specia Phaonia pullata nu are subspecii cunoscute.